# Шадринка (Байкаловский район)

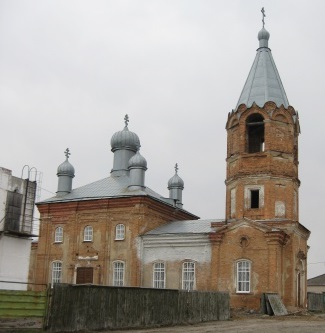
Церковь Петра и Павла в Шадринке

Шадринка — село в Байкаловском районе Свердловской области. Входит в состав Краснополянского сельского поселения. Управляется Шадринским сельским советом.

## География
Населённый пункт расположен на левом берегу реки Шавушка в 25 км к северо-западу от районного центра — села Байкалово.

### Часовой пояс
Шадринка, как и вся Свердловская область, находится в часовой зоне МСК+2. Смещение применяемого времени относительно UTC составляет +5:00.

## Население
| 2002 | 2010 | 2021 |
| ---- | ---- | ---- |
| 276  | ↘250 | ↘197 |

Национальный состав
По данным переписи 2002 года: русские — 100 %.

## Инфраструктура
В селе есть почтовое отделение, школа (МКОУ Шадринская средняя общеобразовательная школа) и детский сад.

## История
В деревне Шадринской (Шавинской) жили государственные крестьяне, русские, православные. Деревня входила в состав прихода храма Рождества Богородицы в селе Чубаровском до 1868 года.
В 1868 году в Шадринской была построена церковь Петра и Павла, образован самостоятельный приход, в который вошли 6 окрестных деревень: Мажахова, Тихонова, Ларина, Лукина, Прыткова, Шевелева. Шадринское стало селом.
В 1886 году открыта церковно-приходская школа.
В годы советской власти действовал Шадринский сельский совет, который в разные годы относился к Знаменскому, Краснополянскому, Еланскому, Байкаловскому районам.
В 1977 году уточнено название села Шадринка (вместо Шадринское).

## Достопримечательности
Церковь Петра и Павла, представляет ценность как образец архитектуры середины XIX века. Освящена в 1868 году. Внесена в список объектов культурного наследия регионального значения.